# Pim Mulierstadion
Le Pim Mulierstadion est un stade de baseball situé à Haarlem aux Pays-Bas. Le Corendon Kinheim et le DSS sont les clubs résidents.
Il accueille tous les deux ans la Semaine de baseball de Haarlem.
Il est l'un des stades hôtes de la Coupe du monde de baseball 2005 disputée aux Pays-Bas.

## Historique
Le stade est construit entre février et juin 1963. À l'époque, c'est l'un des seuls stades d'Europe destinés à la pratique du baseball bénéficiant de vastes tribunes pour les spectateurs. La capacité est de 2 500 places.
Il est nommé en l'honneur de Pim Mulier (1865-1954), un athlète considéré comme l'un des pères fondateurs du sport moderne aux Pays-Bas.
En novembre 2008, la ville accorde une enveloppe de 4.2 millions d'euros pour rénover et étendre les infrastructures vieillissantes. Des travaux de construction de bâtiments de services, d'installations média et d'affichage électronique s'ajoutent à la construction de deux nouveaux terrains de baseball, d'un de softball et de la rénovation du stade en lui-même. Les travaux sont achevés pour la semaine de baseball de Haarlem 2010.